# 150e division d'infanterie
Pour les articles homonymes, voir 150e division.
La 150e division d'infanterie de Chine est une division de l'Armée de terre chinoise. Elle participa à la Guerre de Corée.